# Carmonita
Carmonita ist eine Gemeinde (municipio) mit 520 Einwohnern (Stand: 2024) in der spanischen Provinz Badajoz in der Autonomen Gemeinschaft Extremadura. 

## Lage
Carmonita liegt etwa 22 Kilometer nördlich von Mérida in einer Höhe von 380 m. 

## Demografie
| Einwohnerzahl (1900–2021)                 | Einwohnerzahl (1900–2021) | Einwohnerzahl (1900–2021) | Einwohnerzahl (1900–2021) | Einwohnerzahl (1900–2021) | Einwohnerzahl (1900–2021) | Einwohnerzahl (1900–2021) | Einwohnerzahl (1900–2021) | Einwohnerzahl (1900–2021) | Einwohnerzahl (1900–2021) | Einwohnerzahl (1900–2021) | Einwohnerzahl (1900–2021) | Einwohnerzahl (1900–2021) |
| ----------------------------------------- | ------------------------- | ------------------------- | ------------------------- | ------------------------- | ------------------------- | ------------------------- | ------------------------- | ------------------------- | ------------------------- | ------------------------- | ------------------------- | ------------------------- |
| 1900                                      | 1910                      | 1920                      | 1930                      | 1940                      | 1950                      | 1960                      | 1970                      | 1981                      | 1991                      | 2001                      | 2011                      | 2021                      |
| 444                                       | 608                       | 922                       | 1075                      | 1145                      | 1377                      | 1351                      | 916                       | 739                       | 727                       | 649                       | 575                       | 534                       |
| Quelle: Instituto Nacional de Estadística |                           |                           |                           |                           |                           |                           |                           |                           |                           |                           |                           |                           |

## Sehenswürdigkeiten

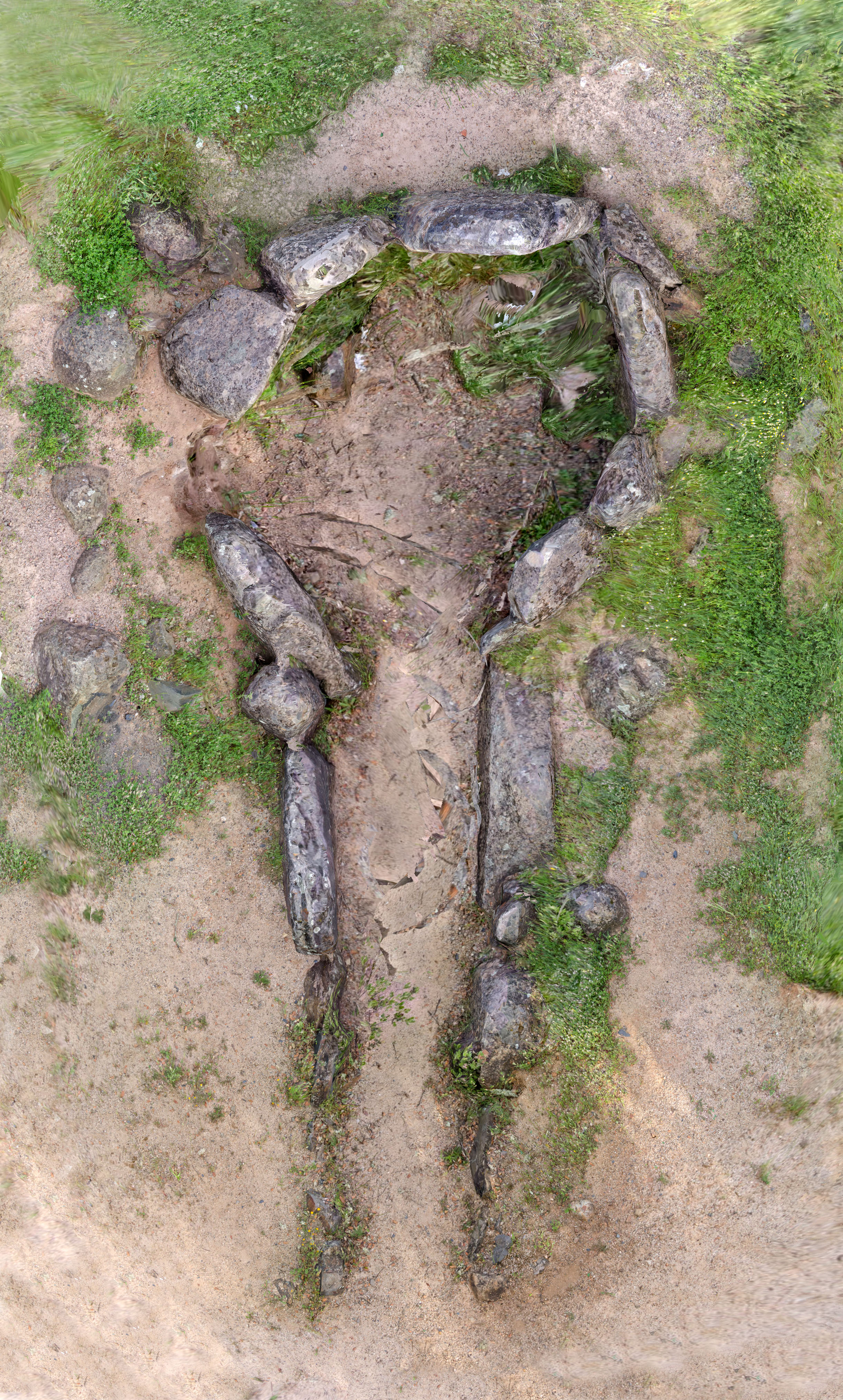
Dolmen von Carmonita
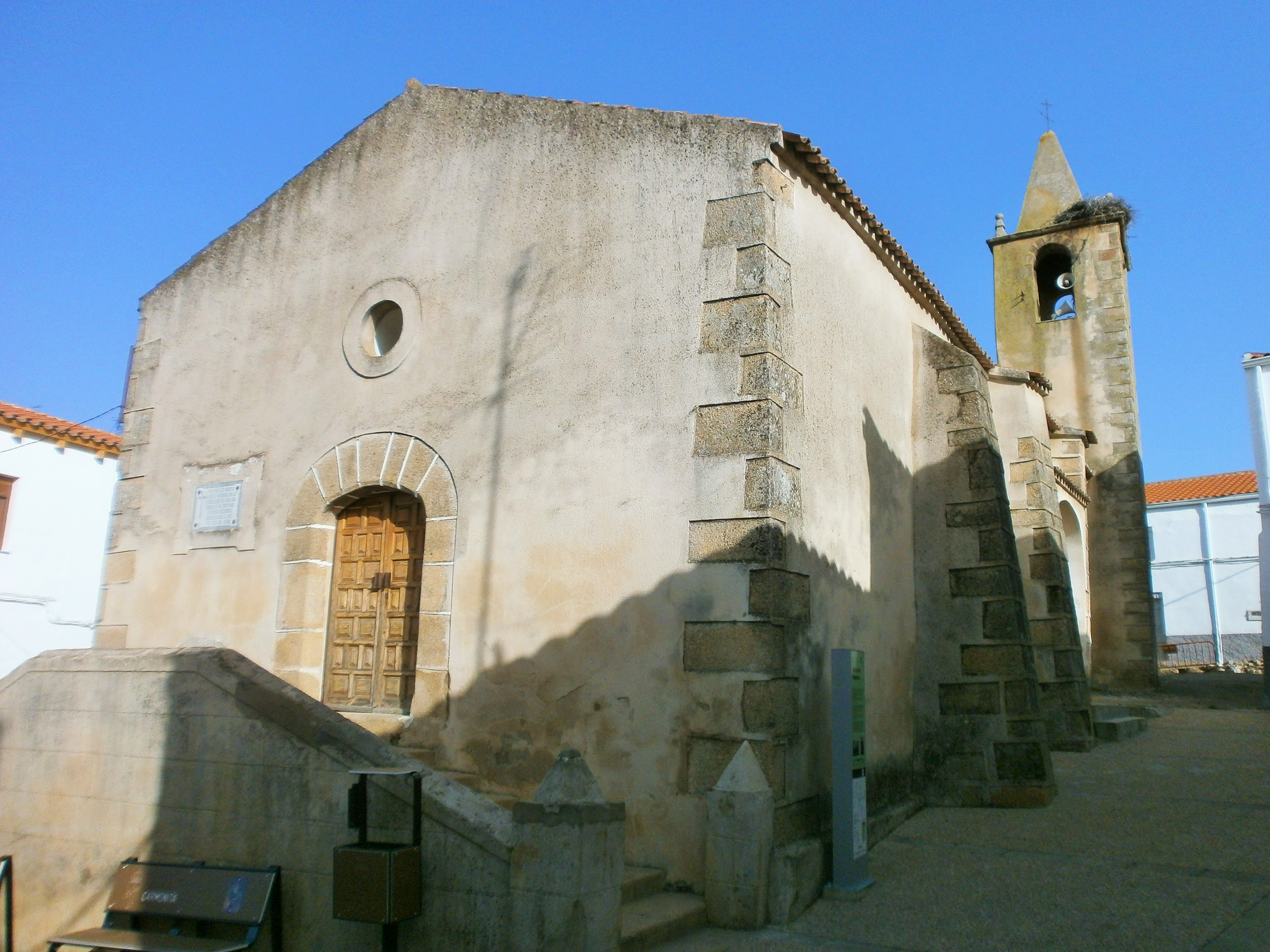
Magdalenenkirche
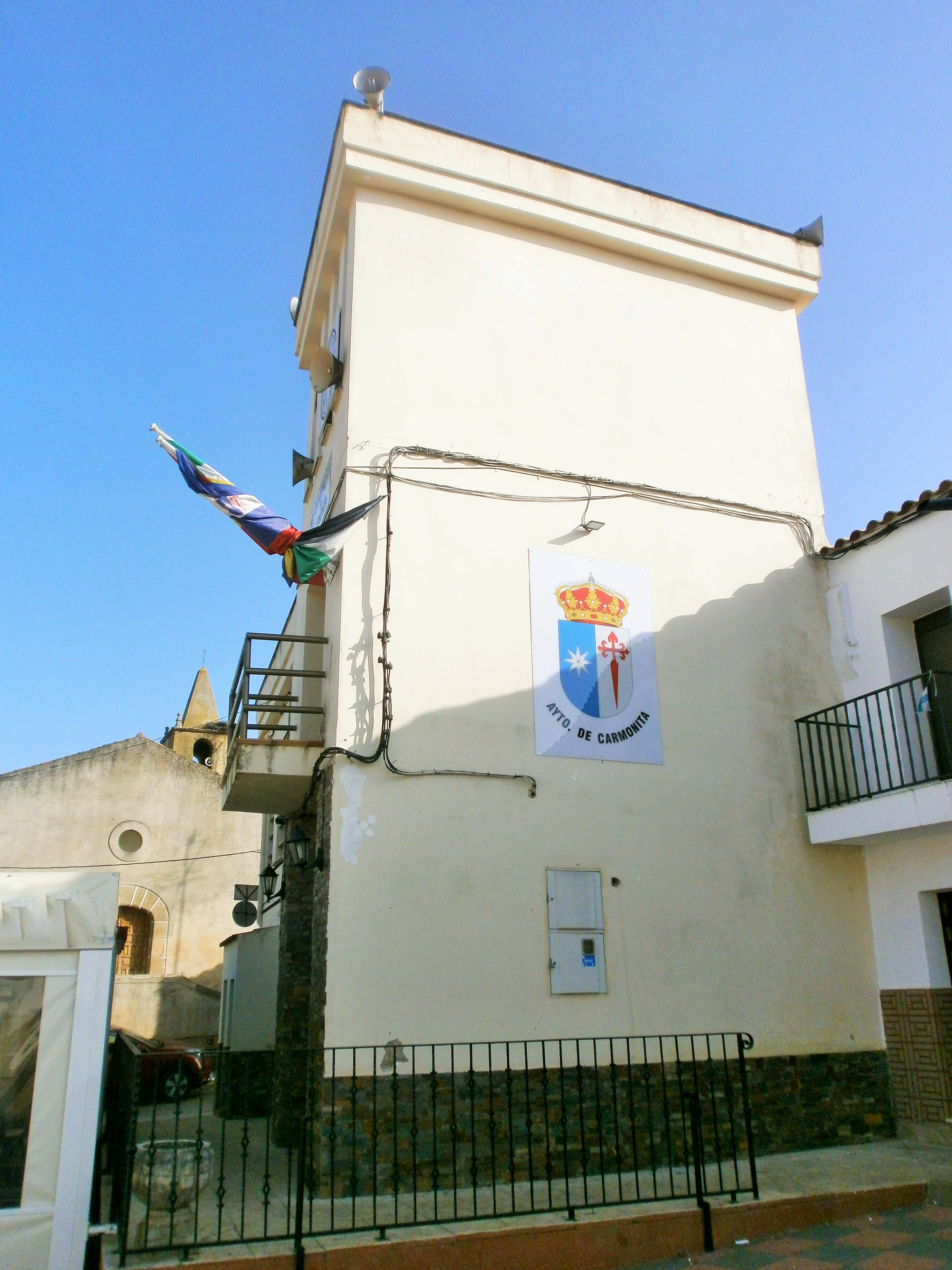
Isidorkapelle

- Dolmen von Carmonita
- Magdalenenkirche
- Rathaus